# Frogwares
Frogwares是一家烏克蘭獨立遊戲開發商，和子公司Waterlily Games一起開發了多款冒險類電子遊戲。其成名作為《夏洛克·福尔摩斯》系列電子遊戲。

## 外部連接
- 官方网站